# Max Rouquette
Max Rouquette (* 8. Dezember 1908 in Argelliers; † 22. Juni 2005 in Montpellier) war ein französischer Schriftsteller okzitanischer Sprache. Auf Okzitanisch hieß er Max Roqueta [matz ruketo].
Rouquette, eigentlich Mediziner von Beruf, schuf ein umfangreiches schriftstellerisches Werk verschiedener Gattungen (Prosa, Lyrik, Theater) in okzitanischer Sprache und wurde erst nach der Übersetzung ins Französische in Frankreich und nachfolgend in anderen Ländern rezipiert und bekannt. Vert Paradis (Grünes Paradies), eine Sammlung von Kurzgeschichten, die im Hinterland von Montpellier spielen, gilt als sein Meisterwerk. 
Als begeisterter Tamburello-Spieler gründete Rouquette 1939 die Fédération française du jeu de balle au tambourin, deren Präsident er auch war. Er verfasste mehrere Werke über diesen im Osten des Département Hérault typischen Sport. Er war es auch, der 1955 die Annäherung zwischen Franzosen und Italienern um ein gemeinsames Regelwerk initiierte. Von der Existenz des italienischen Tamburello hatte er 1954 bei einer Reise nach Norditalien erfahren.
Mitunter gilt er als der „okzitanische Gracq“ und spielte eine unbestreitbare Rolle bei der Pflege und dem Schutz der okzitanischen Kultur und Literatur. Er gehörte dem Institut d’Estudis Occitans an, dessen Vorsitzender er von 1952 bis 1957 war. Von 1962 bis 2000 war er Mitglied der Académie des sciences et lettres de Montpellier.

## Werke

### Deutsche Übersetzungen
- Grünes Paradies. Geschichten aus Okzitanien. 1985, ISBN 978-3-88167-091-3.
- Grünes Paradies. Verlag Der Apfel, Wien 1996, ISBN 978-3-85450-028-5.
- All der Sand am Meer. Mitteldeutscher Verlag, Halle/S. 2010, ISBN 978-3-89812-701-1.

### Okzitanische Erstausgaben

#### Prosa
- Verd Paradis (1961)
- Verd Paradis II (1974)
- Lo Grand teatre de Dieu (Verd paradis III) (1986)
- L’Uòlh del cat (Verd paradis IV) (1987)
- Las Canas de Midàs (Verd Paradis V) (1990)
- La Cèrca de Pendariès (1996)
- Tota la sabla de la mar (1997)
- Lo corbatàs roge. Novèlas ineditas en occitan (2003)
- Lo libre de Sara (Verd Paradís VI) (2008)

#### Gedichte
- Sòmnis dau matin (1937)
- Sòmnis de la nuòch (1942)
- La Pietat dau matin (1963)

#### Theater
- Lo metge de Cucunhan. Farce en un acte (1957)
- Teatre d’Oc al sègle 20 : Max Rouquette, Robert Lafont et François Dezeuze (1984)
  - enthält 3 Stücke von Max Roqueta: Lo glossari, Lo jòc de la cabra und La podra d’embornia
- Lo miralhet. Seguit del Pater als ases (1985)
- Medelha. Drama (1989)